# Montaigut-le-Blanc (Creuse)
Montaigut-le-Blanc é uma comuna francesa na região administrativa da Nova Aquitânia, no departamento de Creuse. Estende-se por uma área de 17,23 km². Em 2010 a comuna tinha 418 habitantes (densidade: 24,3 hab./km²).